# Buffy the Vampire Slayer (filme)
Buffy the Vampire Slayer (bra: Buffy - A Caça-Vampiros; prt: Buffy Caçadora de Vampiros) é um filme de 1992 dirigido por Fran Rubel Kuzui sobre uma líder de torcida do ensino médio que descobre que seu destino é caçar vampiros. O filme é uma paródia de filmes de terror e seus inúmeros clichés. Foi escrito por Joss Whedon, quem posteriormente criou a mais sombria e aclamada série de televisão do mesmo nome, estrelando Sarah Michelle Gellar como Buffy. O filme teve um sucesso moderado nas bilheterias e recebeu reviews médios dos críticos.

## Elenco
- Kristy Swanson como Buffy Summers
- Donald Sutherland como Merrick Jamison-Smythe
- Paul Reubens como Amilyn
- Rutger Hauer como Lothos
- Luke Perry como Oliver Pike
- Hilary Swank como Kimberly Hannah
- David Arquette como Benny Jacks
- Stephen Root como Gary Murray
- Natasha Gregson Wagner como Cassandra
- Tom Jane como Zeph
- Candy Clark como Mrs. Summers
- Randall Batinkoff como Jeffrey
- Ben Affleck (não creditado) como Jogador de Basquete #10
- Ricki Lake (não creditado) como Charlotte

## Recepção
No site agregador de críticas Rotten Tomatoes, 33% das 36 resenhas dos críticos são positivas. O Metacritic, que usa uma média ponderada, atribuiu ao filme uma pontuação de 48 em 100, baseado em 17 críticos, indicando críticas "mistas ou médias".